# Америчка Девичанска Острва на Светском првенству у атлетици у дворани 2003.
Америчка Девичанска Острва су, после два пропуштена, учествовала на 9. Светском првенству у атлетици у дворани 2003. одржаном у Бирмингему од 14. до 16. марта. То је било шесто светско првенство у дворани на којем су учествовала. Репрезентацију је представљао један атлетичар који се такмичио у трци на 200 метара.
Такмичар Америчких Девичанских Острва није освојио ниједну медаљу, али је поставио нови национални рекорд.

## Учесници
Мушкарци:
- Ејдријан Дурант — 200 метара

## Резултати

### Мушкарци
| Атлетичар       | Дисциплина | Лични рекорд | Квалификације | Квалификације | Полуфинале           | Полуфинале           | Финале               | Финале       | Детаљи |
| Атлетичар       | Дисциплина | Лични рекорд | Резултат      | Место         | Резултат             | Место                | Резултат             | Место        | Детаљи |
| --------------- | ---------- | ------------ | ------------- | ------------- | -------------------- | -------------------- | -------------------- | ------------ | ------ |
| Ејдријан Дурант | 200 м      | 21,87        | 21,60 НР      | 3. у гр. 5    | Није се квалификовао | Није се квалификовао | Није се квалификовао | 17 / 19 (24) |        |